# 加娜·別茲索諾娃

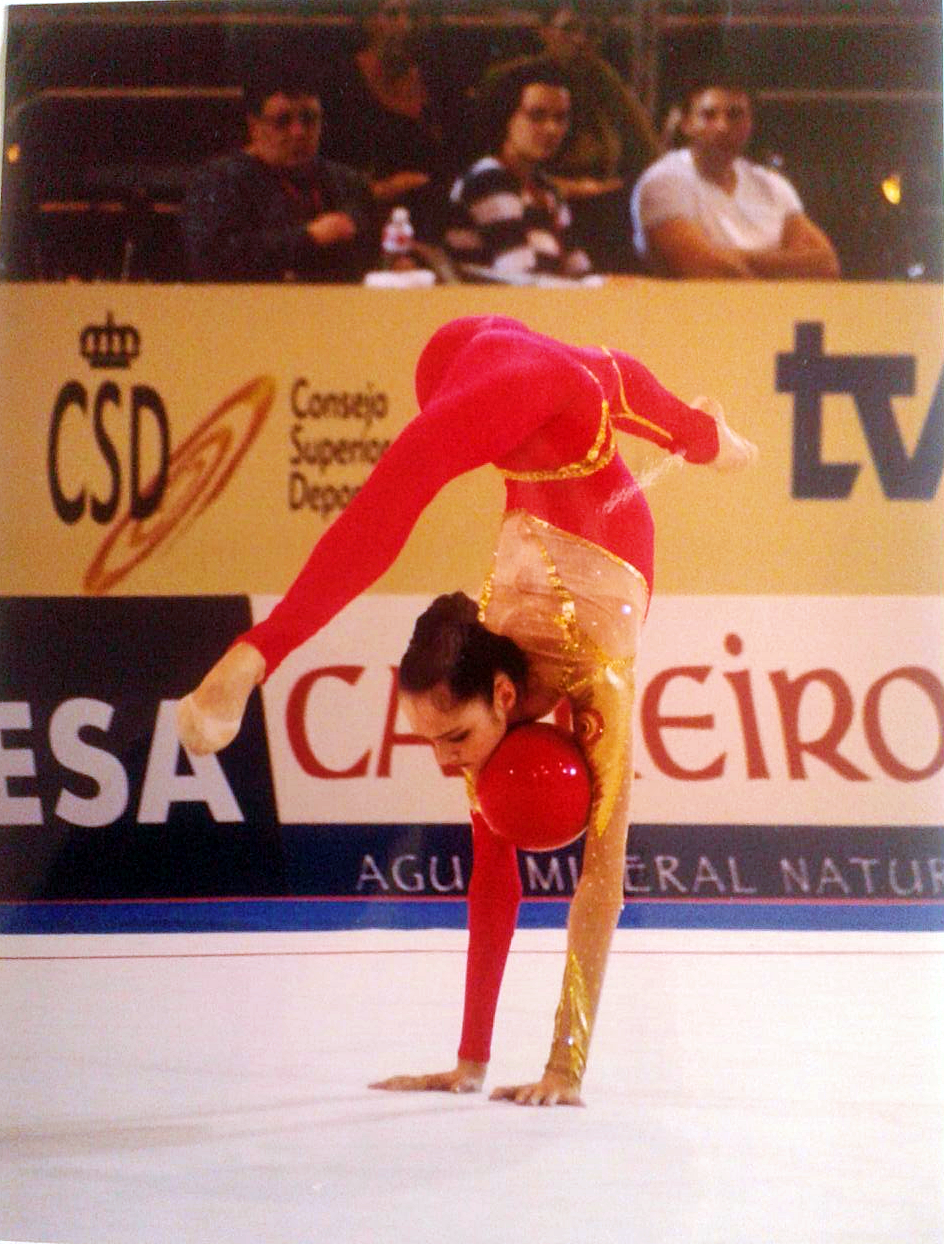
2001年

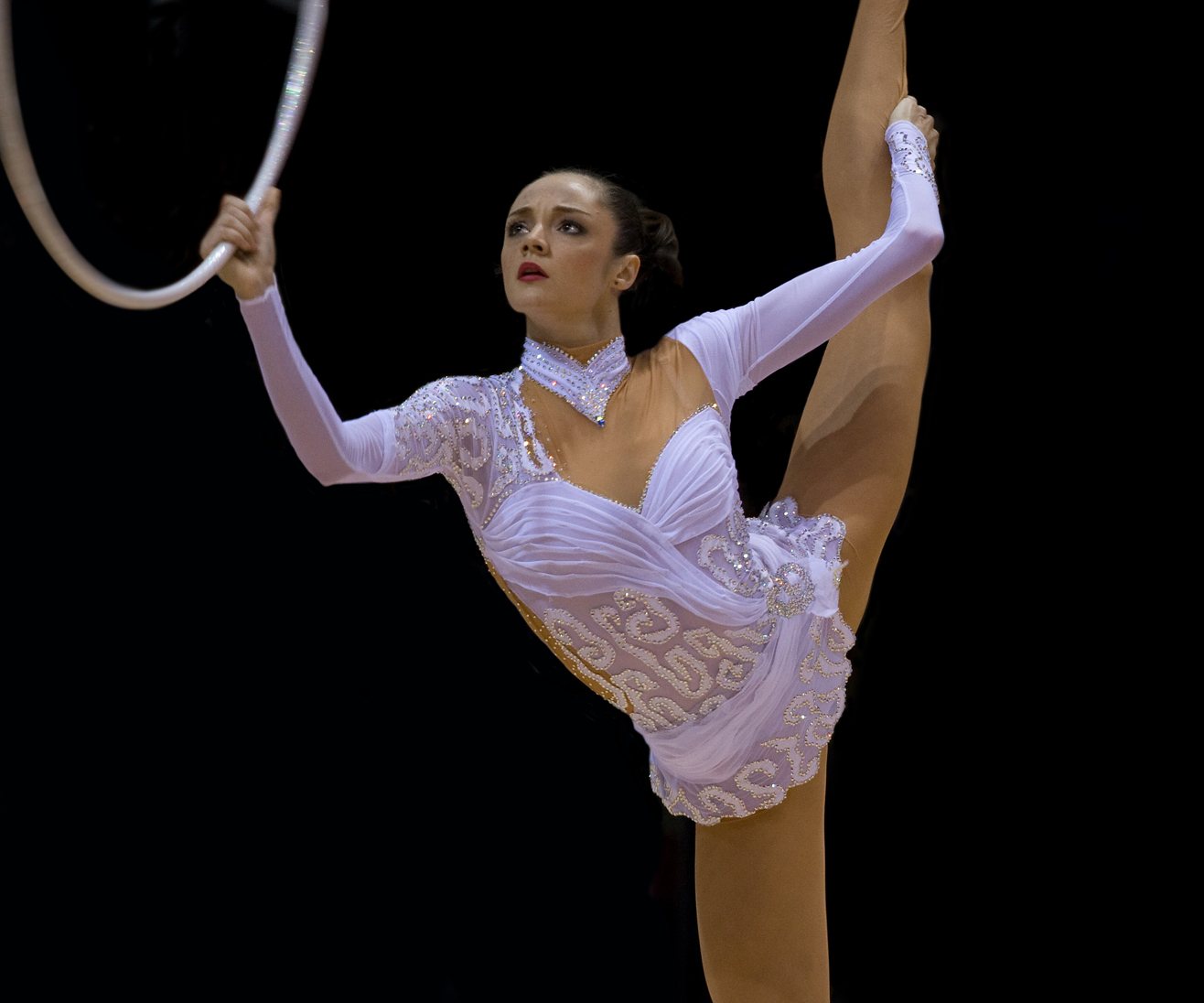
2008年

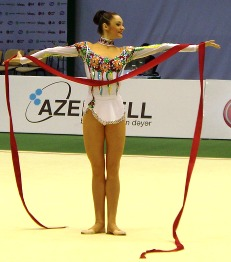
2009年

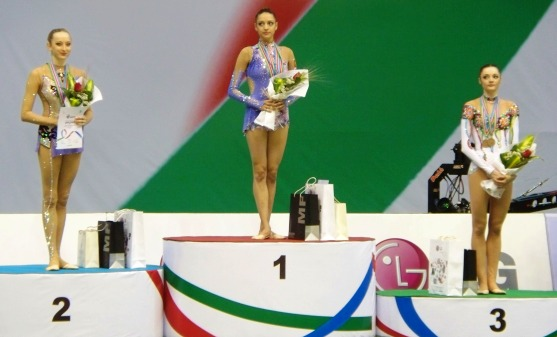
2009年

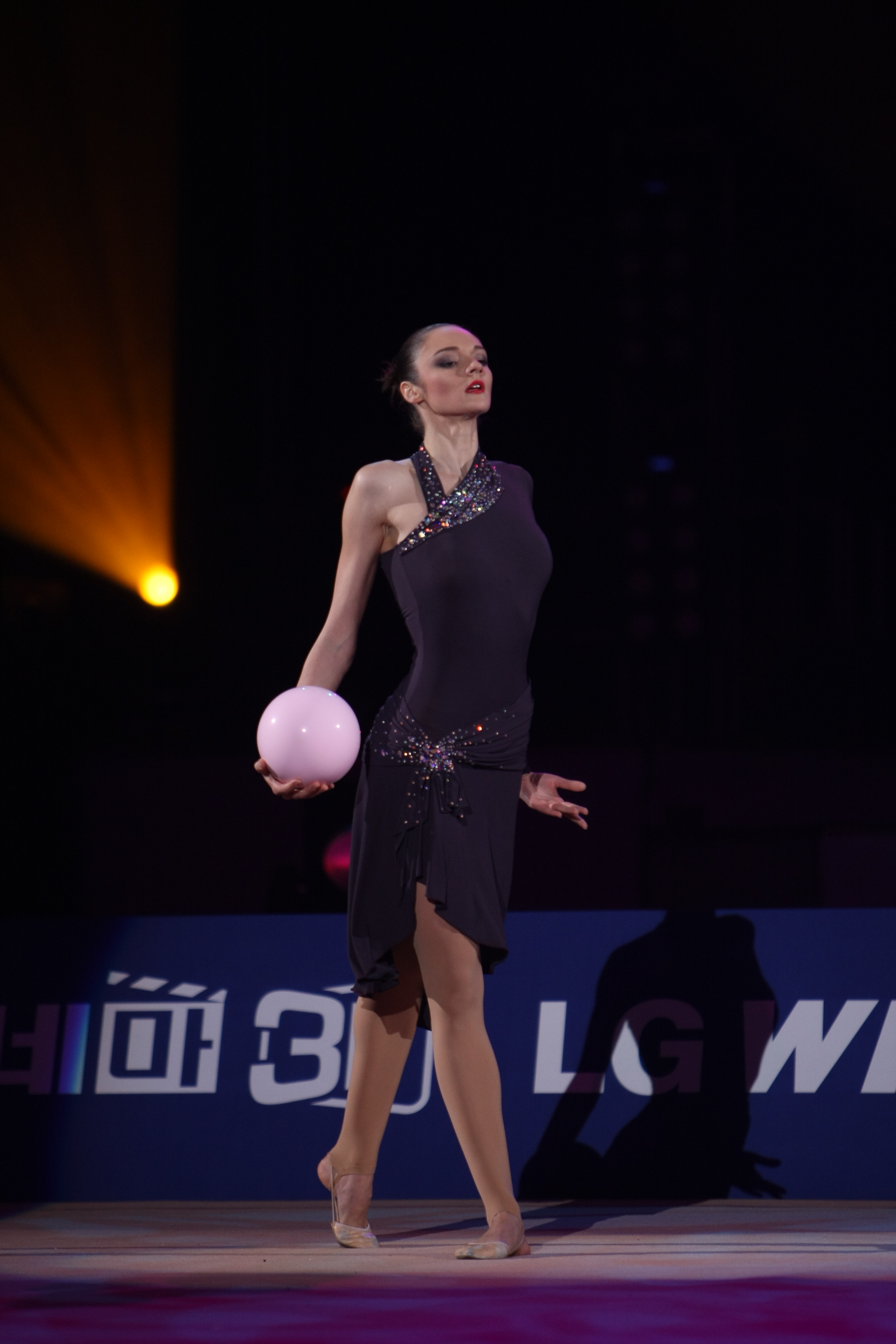
2011年

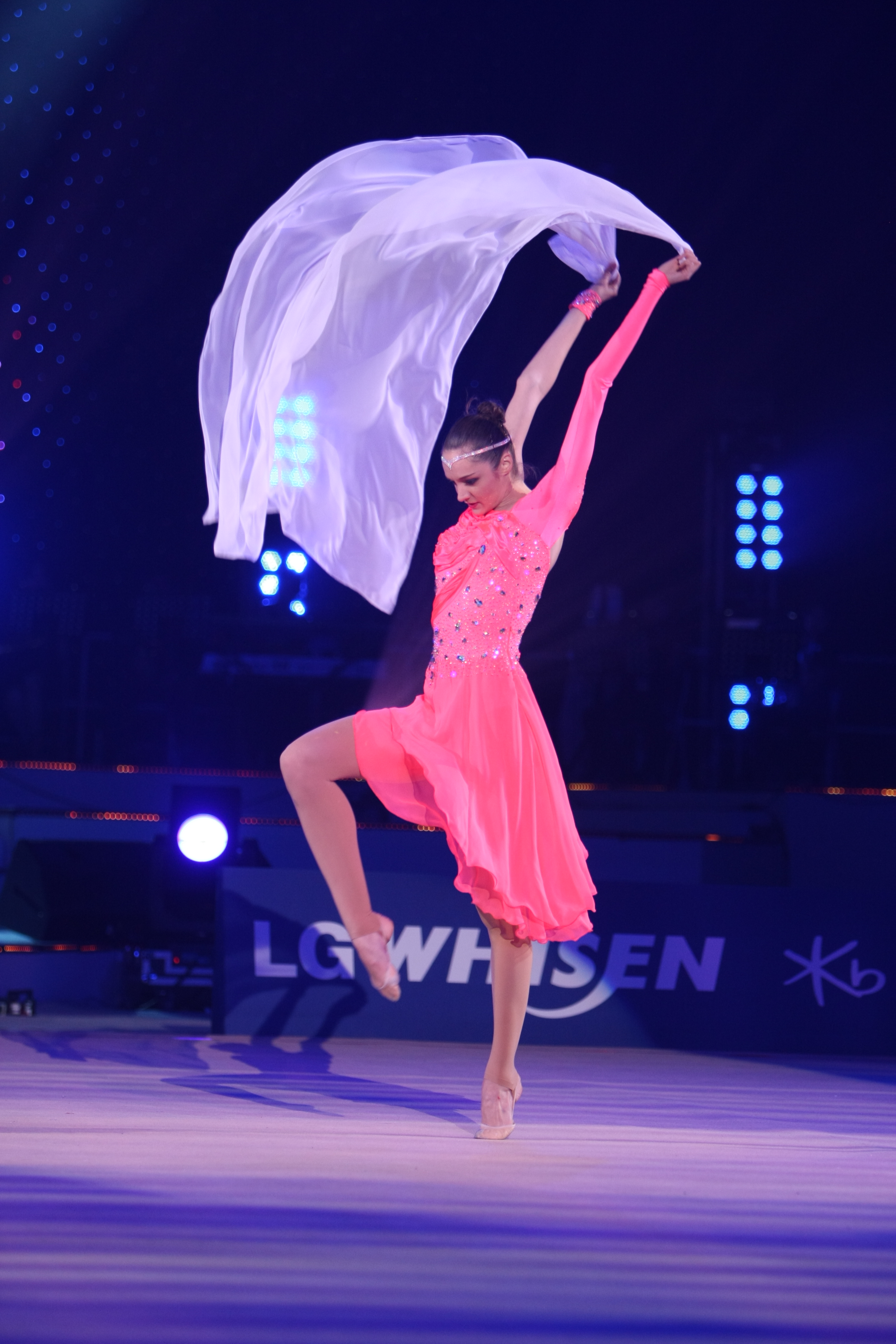
2011年

加娜·弗拉基米罗芙娜·别兹索诺娃（羅馬化：Hanna Volodymyrivna Bezsonova；1984年7月29日—），烏克蘭女子韻律體操运动员。現任瑞星韻律體操協會客座教練。她曾是烏克蘭排名第一的韻律體操選手，曾在（2008年7月19日）在棒、帶、繩三項排名世界第一，球與環兩項排名世界第三的韻律體操選手，總計贏得22面世界錦標賽獎牌、兩面奧運獎牌與22面歐洲錦標賽獎牌。

## 體操生涯

### 歷年賽事
別茲索諾娃在五歲時開始練習韻律體操，因為韻律體操計分制度的不公平，曾身為韻律體操選手的母親希望她選擇芭蕾，不過她自己還是選擇了韻律體操。她受教於基輔知名韻律體操俱樂部德里烏矜斯學校的母女檔教練阿爾邊娜·德里烏矜娜與伊蓮娜·德里烏矜娜。
1999年，別茲索諾娃開始在國際賽上比賽並贏得獎牌。她的第一面獎牌是在大阪贏得的團體賽銅牌。不過烏克蘭前輩選手葉羅菲耶娃的好表現一直讓她難以出頭。直到2002年，她終於在世界杯新奧爾良站贏得第一面團體金牌，並在同年11月在斯圖嘉特的世界杯決賽中，於繩、環、棒三個項目贏得第一名，宰制了整個比賽。
她在2004年雅典奧運（總分：106.700、帶26.725、棒26.950、球26.525、環26.500）取得銅牌的成績。
2007年，繼2003年與2005年只拿下銀牌後，別茲索諾娃成為韻律體操世界錦標賽的個人全能冠軍。這是自1997年以來，第一次由非俄羅斯人獲得世界錦標賽金牌，知名的俄羅斯冠軍教練伊蓮娜·維納甚至因此提出抗議。維納是國際體操會的技術委員會副主席，她的門下學生包括了知名選手卡巴耶娃與卡娜耶娃。貝索諾娃賽後表示，他們證明了烏克蘭體操可以與俄羅斯一爭長短，甚至勝過俄羅斯。
2008年，別茲索諾娃也贏得了洛杉磯體操學校舉辦的比賽LA Lights個人全能金牌，基輔德里烏矜娜世界杯、華倫泰女士與在托里諾舉辦的歐洲錦標賽的個人全能銀牌。2008年世界杯系列賽，她共包辦了15面獎牌。

### 2008年北京奧運
2008年北京奧運，別茲索諾娃贏得了個人全能銅牌（總分：71.875、繩 17.975、圈 17.775、棒 17.900 、帶 18.225）。金牌是俄羅斯的卡娜耶娃。
在十強決賽第三輪「棒操」中，別茲索諾娃獲得了明顯低於自己預期的分數，因而在場上落淚。此時支持者也對裁判表示不滿，以噓聲回敬裁判。裁判最終決定重新計分，最後分數加計了0.05分，讓貝索諾娃得以站上第三名的領先位置。在最後一項「帶操」，她終於獲得18分以上的成績，在此之前，她在十強決賽前三項各項成績始終未突破18分。別茲索諾娃賽後表示，她接收到了群眾們的鼓勵。「我很感謝我的觀眾。」她說。「觀眾們才是真正的裁判，因為他們，我在最後一場「帶操」才有了更好的表現。」

## 家庭
父親弗拉迪米尔·贝索诺夫是基輔迪納摩的足球員，母親維多利亞是兩屆的韻律體操世界錦標賽團體冠軍。她還有個兄弟是網球運動員。

## 轶事
在2001年的一次專訪中，別茲索諾娃表示她的一天大多在訓練中度過，根據官網，她從早上八點的舞蹈課開始，加上其中的用餐與休息時間，整個訓練要到晚上六點到八點間才結束。在所剩不多的時間裡，她喜歡上街消費，在家裡睡覺、看電視與上網。
根據烏克蘭歸化台灣藝人瑞莎的說法，瑞莎與別茲索諾娃在德里烏矜斯學校同時接受韻律體操的訓練，住在同一間寢室。別茲索諾娃在學校每天練習十二小時，腿受傷打鋼釘還到校上課。她認為裁判給別茲索諾娃的分數過低，且近年來韻律體操比賽都操控在俄羅斯手中，烏克蘭選手因此難以出頭。
退役后逐渐淡出韻律體操界，參加烏克蘭「舞蹈新光大道」節目獲得第一名，並在時尚雜誌社當編輯。
別茲索諾娃曾應好友瑞莎之邀，擔任旗下瑞星韻律體操協會的客座教練，指導台灣韻律體操選手們。

## 備注
1. ↑  完全按烏克蘭語名譯漢娜·沃洛迪米羅芙娜·貝兹索諾娃

## 外部連結
- 加娜·別茲索諾娃在国际奥林匹克委员会的资料
- 加娜·別茲索諾娃在国际体操联合会的相关介绍
- Viktoria Serikh，Anna Bessonova的母親在選手時期的照片
- . 第29屆夏季奧林匹克運動會組織委員會. 2008年  [2008年9月2日]. 原始内容存档于2008年9月2日 （中文（中国大陆））.